# Лемниската
Лемниска̀та (от гръцки λεμνισκος – „превръзка“, „лента“, „панделка“) е термин за обозначаване на равнинни алгебрични криви, който има две възможни значения в зависимост от математическата школа, която го използва.
Според руски източници, отчасти заимствани и от българските, лемниската е равнинна алгебрична крива от ред 2n, която се дефинира като множеството от точките в равнина {\displaystyle \alpha }, произведенията на чиито разстояния до n дадени точки в {\displaystyle \alpha } (фокуси) са постоянни числа. Уравнението на лемнискатата е:
{\displaystyle \left|(z-z_{1})(z-z_{2})\dots (z-z_{n})\right|=r^{n},z=x+iy,r>0}
При малки стойности на параметъра r общата крива е съставена от несвързани затворени контури около отделните фокуси, а при големи стойности е едносвързана.
При n = 1 лемнискатата е окръжност с радиус r.
При n = 2 се получава овал на Касини, чийто частен случай е лемниската на Бернули.
В някои английски източници , под термина „лемниската“ се разбира директно „лемниската на Бернули“, а в други се прави разграничение между „лемниската на Бернули“, „лемниската на Буут“, „лемниската на Героно“. Във всички случаи обаче става дума за криви от четвърта степен с по два фокуса.
Разбирането за лемнискатата трябва да е първо на база алгебричното уравнение на разглежданата крива, и чак след това на база наименованието ѝ.